# François Kraut
Pour les articles homonymes, voir Kraut.
François Kraut (Franz Kraut), né le 8 février 1907 à Pinkafeld en Autriche-Hongrie et mort le 28 août 1983 à Boulogne-Billancourt,, est un géologue et minéralogiste austro-hongrois naturalisé français, docteur en géologie.

## Biographie
Après sa scolarité à Pinkafeld et Budapest, Franz Kraut rejoint l'Université des Mines de Leoben en Autriche entre 1923 et 1928. Fuyant la montée du nazisme, sa famille, d'origine ashkénaze, se réfugie à Paris où François Kraut poursuit des études de mathématiques, physique, résistance des matériaux et minéralogie à Paris entre 1929 et 1931,.
En 1933, il rejoint, à Paris, le département de minéralogie du Muséum national d'histoire naturelle, dont il sera nommé directeur adjoint en 1963, jusqu'à sa retraite en 1972. Avec l'appui de ses collègues et mentors Alfred Lacroix, Jean Orcel et Mme Jérémine, il se spécialise dans la minéralogie et la pétrographie, plus particulièrement dans la microscopie des roches et des minéraux opaques.
Naturalisé français, il rejoint l'armée française en 1939. Fait prisonnier en 1940, il est détenu en Allemagne jusqu'en 1945 mais échappe à la Shoah car personne ne se doute de ses origines juives.
Après la captivité il travaille plusieurs dizaines d'années avec Simone Caillère, avec laquelle il énonce des règles sur les paragenèses ferrifères dans les gisements de Lorraine, d'Anjou et de Normandie, règles ultérieurement confirmées par des expériences en laboratoire.
En 1969, sa carrière est couronnée par la découverte de la plus grande structure d'impact météoritique connue jusqu'à ce jour sur le territoire de France métropolitaine : l'Astroblème de Rochechouart-Chassenon entre la Charente et la Haute-Vienne (France). Il s'agit d'un cratère fossile de plus de 22 kilomètres de diamètre, âgé d'environ 214 millions d'années.
Cette découverte est l'aboutissement d'une trentaine d'années de travail méthodique et de remise en cause permanente des hypothèses qu'il ne jugeait pas abouties. Pendant un temps, un panneau à l'entrée des thermes de Chassenon rendait hommage à François Kraut.

## Sa personnalité

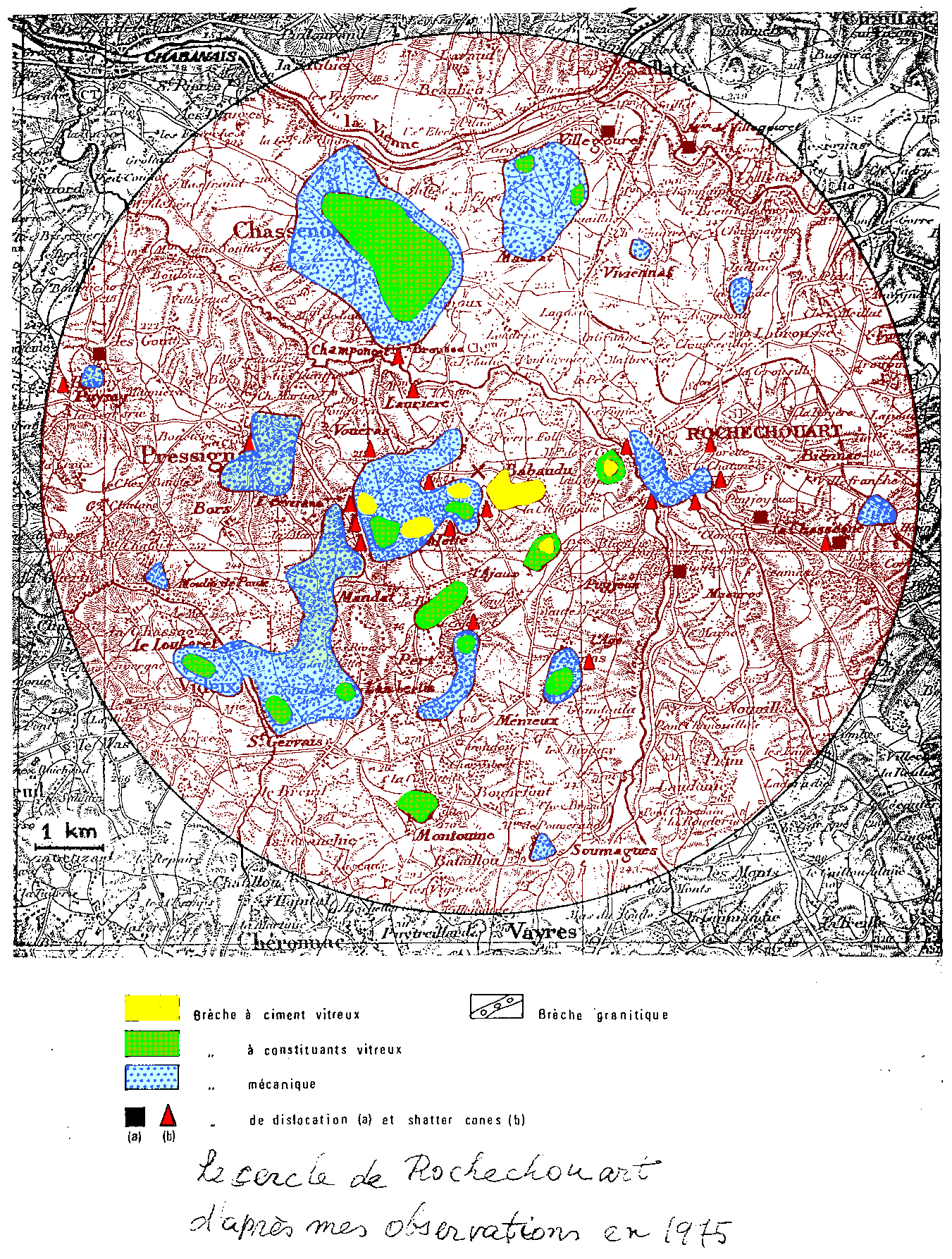
L'astroblème de Rochechouart-Chassenon dessiné par François Kraut.

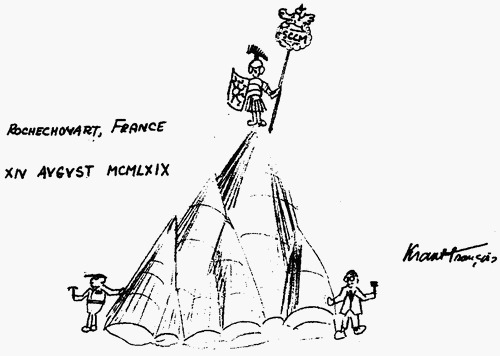
Découverte en 1979 des cônes de percussion de Rochechouart-Chassenon, caricature de François Kraut
(à gauche B. M. French, à droite F. Kraut).

Polyglotte, très cultivé et doué d'une très bonne mémoire, il pouvait citer des passages entiers d'écrivains hongrois ou allemands, ou des poèmes en latin ou en grec appris lors de sa scolarité en Hongrie.
Discret et très peu communicatif, il ne parlait jamais de lui-même et rarement de ce qu'il faisait. Il savait toutefois s'entourer des spécialistes pour conforter ses hypothèses qu'il remettait sans cesse en question.
Il était considéré par ses collègues comme un expert dans la préparation des lames minces et un virtuose du microscope.

## Carrière
- Professeur à l'université de Limoges,
- Chef de travaux pratiques de 1960 à 1963 de pétrographie à l'École nationale supérieure des mines de Paris, (ENSMP) puis conseiller scientifique de laboratoire et centre de recherche.
- Professeur à École pratique des Hautes Études à Paris (EPHE)
- Chercheur au Centre national de la recherche scientifique (CNRS)
- Minéralogiste au département de minéralogie du Muséum national d'histoire naturelle à Paris (MNHN) de 1933 à 1972
- Directeur adjoint du Muséum national d'histoire naturelle à Paris de 1963 à 1972
- Membre de la Meteoritical Society, dont il est élu membre honoraire (fellow) le 27 octobre 1970[5].
- Membre de la Société Géologique de France (SGF) de 1947 à 1983.

## Les météorites
Après s'être intéressé à la géologie des minerais de métaux (cuivre, fer, manganèse, arsenic...), il consacre les dernières années de sa carrière et son temps de jeune retraité aux météorites.
- En 1967, il parcourt la Charente sur la piste de la météorite de Saint-Séverin, tombée le 27 juin 1966, dont il découvre 2 fragments[6].
- La même année, il suggère que les brèches découvertes à Chassenon en Charente sont soit d'origine volcanique, soit le résultat d'un impact météoritique. Il fait à ce moment le parallèle entre la teneur en quartz pseudo-clivé de ces brèches avec les suévites de (de) Ries en Allemagne, dont l'origine impactite commence tout juste à être démontrée.
- En juillet 1968, il part sur le terrain à la recherche des traces qui pourraient démontrer l'une ou l'autre des hypothèses.
- En 1969, la découverte de cônes de percussion lui permet de démontrer l'existence de l'Astroblème de Rochechouart-Chassenon. Il est aidé en cela par deux géologues américains (B.M. French[note 2] et N. Short). Il s'intéressait depuis longtemps à cette région puisqu'il avait communiqué dès 1935 sur les mystérieuses brèches de Chassenon[7]. L'Astroblème de Rochechouart-Chassenon devient le plus grand cratère météoritique découvert en France, et l'un des plus grands découverts au monde à cette époque[8]. La proximité de cet astroblème avec l'université de Limoges dans laquelle il enseignait a peut-être été le facteur déclenchant de sa découverte. On le retrouve lors d'un séminaire à Tours entre le 28 juillet et le 1er août 1975, à l’Université François Rabelais où il dirigeait un atelier sur les brèches de Rochechouart.
- En 1978, il identifie une nouvelle météorite de 8,3 kg découverte le 30 juillet par un officier de police à Bouvante-le-Haut dans la Drôme[9].
- Sa dernière contribution à la science fut l'article relatif à la météorite d'Hedjaz (Arabie saoudite) publié à titre posthume le 30 juin 1986 dans la revue Meteoritics (vol. 21, no 2 p. 159…), éditée par la Meteoritical Society, en collaboration avec les géologues Kurt et Becky Fredriksson[note 3]

## Corrélations

### Les cônes de percussions de l'astroblème de Rochechouart-Chassenon

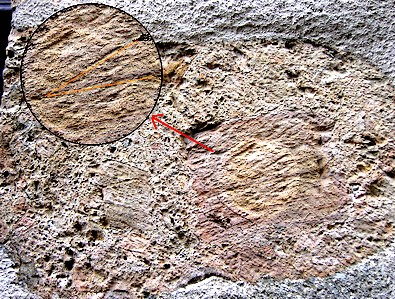
Cônes de percussion dans un moëllon d'un mur d'une maison de Rochechouart

En 1968, Kraut parcourait la région de Rochechouart avec le couple Raguin et les scientifiques américains Kurt et Becky Fredriksson, Bevan et Mary Hill French. Ce voyage était autant destiné à la recherche des cônes de percussion qu'à faire découvrir aux deux couples américains les délices gastronomiques des terroirs limousins.
Malgré tous leurs efforts dans les carrières et les talus des routes de la région, l'équipe n'avait rien trouvé de convaincant. Ce n'est qu'à la fin du voyage, alors qu'ils faisaient une pause le long d'une maison que la découverte fut faite sur le mur : un des moëllons contenait un cône de percussion.
Cette découverte était la preuve incontestable et tant recherchée de l'origine météoritique du cratère de Rochechouart-Chassenon.

### La Krautite
La Krautite, un arséniate, a été baptisé en son honneur à la demande de François Permingeat. Ce nouveau minéral de composition chimique Mn2+(AsO3OH).H2O, avait été découvert en 1975 par François Fontan, chercheur au CNRS, alors qu'il ré-étudiait les collections d'arseniates de l'École nationale supérieure des mines de Paris et du Muséum national d'histoire naturelle. Le minéral, anciennement étiqueté hoernesite provenait de la collection d'Émile Bertrand (no 809) de l'École des Mines.

### Le quartz de Saint-Paul-la-Roche

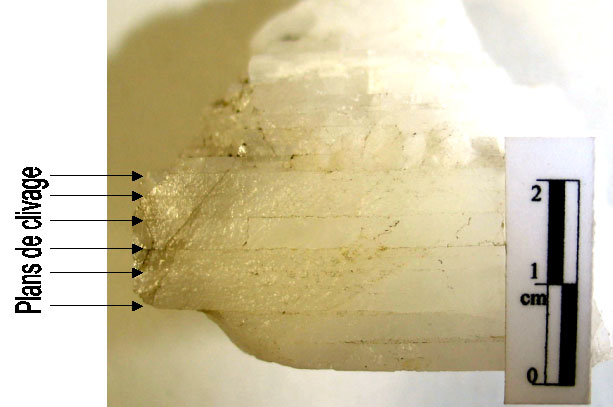
Quartz clivé

François Kraut a souhaité pouvoir transporter au Muséum un cristal de quartz géant (2,50 mètres de haut, pour 1,50 mètre à la base) trouvé dans la carrière de Saint-Paul-la-Roche en Dordogne. Jean Orcel et François Kraut prirent contact avec la société KPCL, qui exploitait le quartz pour la fabrication de la porcelaine et dans certains appareils astronautiques de la NASA. Le professeur de géologie du collège de Miaullet, et son directeur furent invités à cette visite. Après un an de tergiversations administratives, la société KPCL fut finalement autorisée à exploiter, donc à détruire le cristal géant.
Ce quartz très pur était clivé, c’est-à-dire qu'il se délitait en plaques (un peu comme une ardoise) et François Kraut pensait alors que cette particularité pouvait être une conséquence directe de l'impact météoritique de Rochechouart qu'il venait de découvrir. Cette hypothèse a été invalidée : l'origine de ce filon est tectonique. On a notamment découvert un autre filon de quartz clivé à Cassongue en Angola, où aucun impact météoritique n'a été décelé. La proximité du filon de Saint-Paul-la-Roche avec l'astroblème de Rochechouart-Chassenon paraît donc fortuite.

## Publications
Liste non exhaustive
1935
- Sur l'origine des brèches de Chassenon (Charente), Kraut F., C.R. Hebd. Séances Acad. Sci., Paris, tome 201, juillet-décembre 1935, p. 221-223 Gallica

1937
- Sur les brèches et les conglomérats des environs de Rochechouart (Haute-Vienne), C.R. Hebd. Séances Acad. Sci., Paris, tome 204, p. 1433

1946
- Sur un gîte de cuivre de Langlade (Miquelon). Les analogies avec les régions cuprifères du Yunan, Caillère S. et Kraut F., Bulletin du Muséum national d'histoire naturelle, 2e série t. XVIII no 4 p. 377-379.

1947
- « Sur la symétrie des diagrammes de quartz des gneiss et plagioclasites grenatifères de Rochechouart (Haute-Vienne) », Comptes-rendus hebdomadaires des séances de l’Académie des sciences, t. 225,‎ 1947, p. 336-337, avec corrections de cette note en p. 832 (lire en ligne [sur gallica]).
- [Caillère & Kraut 1947] Simonne Caillère et François Kraut, « Sur une zone tungstifère d'origine métamorphique dans le massif de Belelieta (Algérie) », Comptes-rendus hebdomadaires des séances de l’Académie des sciences, t. 225,‎ 1947, p. 129-131 (lire en ligne [sur gallica]).

1948
- L'Analyse thermique différentielle appliquée à l'étude des minerais de fer oolithiques, S. Caillère et F. Kraut, Publications de l'Institut de recherches de la sidérurgie. Série A. no 4, février 1949, extrait du Bulletin technique des mines de fer. no 13. 4e trimestre

1949
- Sur l'orientation des vecteurs cristallographiques dans la gangue siliceuse d'une arkose métamorphisée, F. Kraut, C.R. Hebd. Séances Acad. Sci., Paris, tome 229, pages 1024-1026

1951
- Construction des diagrammes des assemblages structuraux des éléments des roches., C. Haff et F. Kraut, 29 p., 1 Pl. (BRGM ?)

1953
- Sur le quartz de Saint-Paul-la-Roche (Dordogne)., J. Gandillot, F. Kraut, C.R. Congrès Géologique International, Alger 1952, section 3, fasc 3, p. 143-150.

1954
- Les Gisements de fer du Bassin lorrain, S. Caillère et F. Kraut, Mémoires du Muséum national d'histoire naturelle. Paris, Éditions du Muséum
- Contribution à l'étude microscopique des minéraux des sables, J. Goni et F. Kraut, éd. Masson, Paris, p. 545-550
- Comportement thermique de quelques minéraux manganèsifères, S. Caillère et F. Kraut, C.R. Hebd. Séances Acad. Sci., Paris, tome 239, p. 286-287
- Structure de superposition et structure concentrique dans la formation ferrifère de Lorraine, S. Caillère et F. Kraut, éd. Masson, Paris, p. 631-643
- Sur la minéralisation hydrothermale du gîte d'arsenic et de cuivre de Saint-Prix-sous-Beuvray (Saône-et-Loire), F. Kraut et J. Prouvost, éd. Masson, Paris, p. 644-650

1965
- Les Minerais de fer d'âge primaire de Normandie et de l'Anjou, F. Kraut et S. Caillère, Mémoires du Muséum national d'histoire naturelle. Nouvelle série. Série C. Sciences de la terre. 12, Fasc. 2, Paris, Éditions du Muséum

1967
- Carte géologique de la France à 1/50 000, no 498, Pouilly-en-Auxois, Lorentz J., Caillère S., Kraut F., Goguel J., éd. BRGM
- (en) Impact glass in the Cachari eucrite, Fredriksson K., Kraut F., Geochimica et Cosmochimica Acta, vol. 31, Issue 10, p. 1701-1702
- Sur l'origine des clivages du quartz dans les brèches "volcaniques" de la région de Rochechouart., Kraut F., C.R. Hebd. Séances Acad. Sci., Paris, tome 264/D, p. 2609-2612

1968
- Carte géologique de la France à 1/50 000, no 467, Quarré-les-Tombes, Caillère S., Kraut F., Horon O., Lefavrais-Raymond A., Rouire J., éd. BRGM
- Carte géologique de la France à 1/50 000, no 468, Semur-en-Auxois, Horon O., Kraut F., Goguel J., éd. BRGM

1969
- Quelques remarques relatives aux brèches de Rochechouart, Chassenon (Haute-Vienne, Charente) et aux suévites du Ries (région de Nördlingen, Allemagne)., Kraut F., C.R. Hebd. Séances Acad. Sci., Paris, tome 269/D, p. 1163-1165
- Sur la présence de cônes de percussion ("shatter cones") dans les brèches et roches éruptives de la région de Rochechouart. Kraut F., C.R. Hebd. Séances Acad. Sci., Paris, tome 269/D, p. 1486-1488
- (de) Uber ein neues Impaktitvorkommen im Gebeit von Rochechouart-Chassenon (Department Haute Vienne und Charente, Frankreich), Kraut F., Geol. Bavarica, vol 61, p. 428-450
- (en) Preliminary report on a probable meteorite impact structure near Chassenon, France, Kraut F., Short N.M., French B.M., Meteoritics, volume 4, p. 190

1971
- (en) The Rochechouart meteorite impact structure, France: preliminary geological results, Kraut F. et French B., J. Geophys. Res., vol 76, art 5407.
- (en) Hedjaz, an L3, L4, L5 and L6 chondrite, Kraut F., Fredriksson K, Meteoritics, vol 6, p. 284 (abstract)

1972
- Milieu générateur et morphologie des "shatter cones" dans la région de Rochechouart (Haute-Vienne et Charente)., Kraut F., Fredriksson K., C.R. Hebd. Séances Acad. Sci., Paris, tome 274/D, p. 2560
- (en) Apollo 14: glasses, breccia, chondrules Fredriksson K., Nelen J., Noonan A., Kraut F., Lunar Science III, p. 280-282 (abstract)

1973
- Carte géologique de la France à 1/50 000, no 497, Saulieu Caillère S., Kraut F., Lorentz, J.F., éd. BRGM

1975
- (en) Zoneography of the Rochechouart impact structure and giant crystals in the quartz vein of St.-Paul-la-Roche, Kraut F. et Becker J., Meteoritics, Vol. 10, p. 430, décembre 1975 (disponible sur le Smithsonian/NASA Astrophysics Data System (ADS))

1978
- (en) Celtic vitrified forts: implications of a chemical-petrological study of glasses and source rocks, Youngblood E., Fredriksson B.J., Kraut F., Fredriksson K., Journal of Archaeological science, vol 5, p. 99-121

1986 (posthume)
- (en) The Hedjaz meteorite, Fredriksson K., Fredriksson B. J. et †Kraut F. Meteoritics  (ISSN 0026-1114), vol. 21, 30 juin 1986, p. 159-168 (disponible sur le Smithsonian/NASA Astrophysics Data System (ADS)) (posthume)